# SC Vahr-Blockdiek
Der SC Vahr-Blockdiek ist ein Sportverein aus dem Bremer Stadtteil Vahr. Die erste Fußballmannschaft spielte zwei Jahre in der viertklassigen Oberliga Niedersachsen/Bremen.

## Geschichte
Im Jahre 1959 wurde der TuS Vahr gegründet. Dessen Fußballabteilung wurde am 17. März 1976 als SC Vahr eigenständig und fusionierte im Jahre 2005 mit dem 1968 gegründeten SV Blockdiek zum SC Vahr-Blockdiek.
Nach zwei Aufstiegen in Folge erreichten die TuS-Fußballer im Jahre 1973 die Landesliga Bremen, damals die höchste Bremer Amateurliga. Gleich in der ersten kompletten Saison als SC Vahr musste die Mannschaft 1977 absteigen, schaffte aber den sofortigen Wiederaufstieg. Im Jahre 1984 wurde der SCV Bremer Meister und erreichte in der Aufstiegsrunde den dritten Platz hinter dem Hummelsbütteler SV und Eintracht Nordhorn. Zehn Jahre später qualifizierte sich die Mannschaft für die neu geschaffene Oberliga Niedersachsen/Bremen. Nach zwei Jahren mussten die „Vahraonen“ genannten Spieler wieder in die Verbandsliga absteigen.
Im Jahre 1998 erreichte der SCV noch einmal die Vizemeisterschaft der Verbandsliga Bremen und musste im Jahre 2000 in die Landesliga Bremen absteigen. Zwei Jahre später gelang der Wiederaufstieg. Zwei weitere Abstiege in Folge führten den Verein 2010 in die Bezirksliga, wo er heute noch spielt. Mit Hendrik Völzke brachte der Verein einen Bundesligaspieler hervor. Die A-Jugend des Vereins erreichte dreimal den DFB-Jugend-Kicker-Pokal. In der Saison 1994/95 erreichte das Team das Viertelfinale, wo man dem Hamburger SV nur knapp mit 3:4 unterlag.